# Antipathes tenuispina
Antipathes tenuispina är en korallart som först beskrevs av Silberfeld 1909.  Antipathes tenuispina ingår i släktet Antipathes och familjen Antipathidae. Inga underarter finns listade i Catalogue of Life.